# Newark Liberty International Airport Train Station
Die Newark Liberty International Train Station ist der Flughafenbahnhof des Newark Liberty International Airports und – nach dem Bahnhof Newark Pennsylvania Station – der zweitgrößte Bahnhof von Newark im US-amerikanischen Bundesstaat New Jersey.

## Geschichte

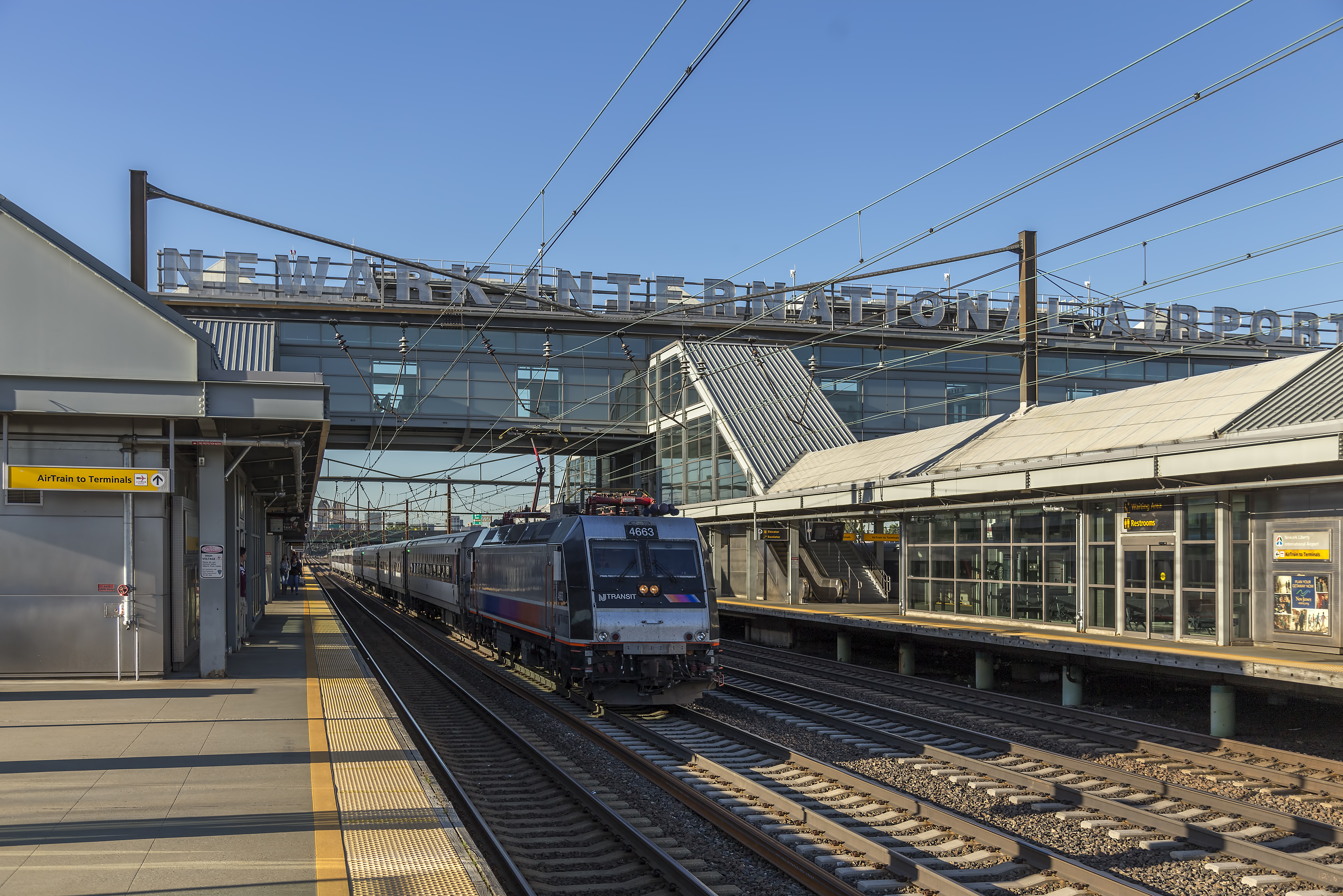
Bahnsteige und quer darüberliegendes Empfangsgebäude, Expresszug des New Jersey Transit auf einem Durchgangsgleis

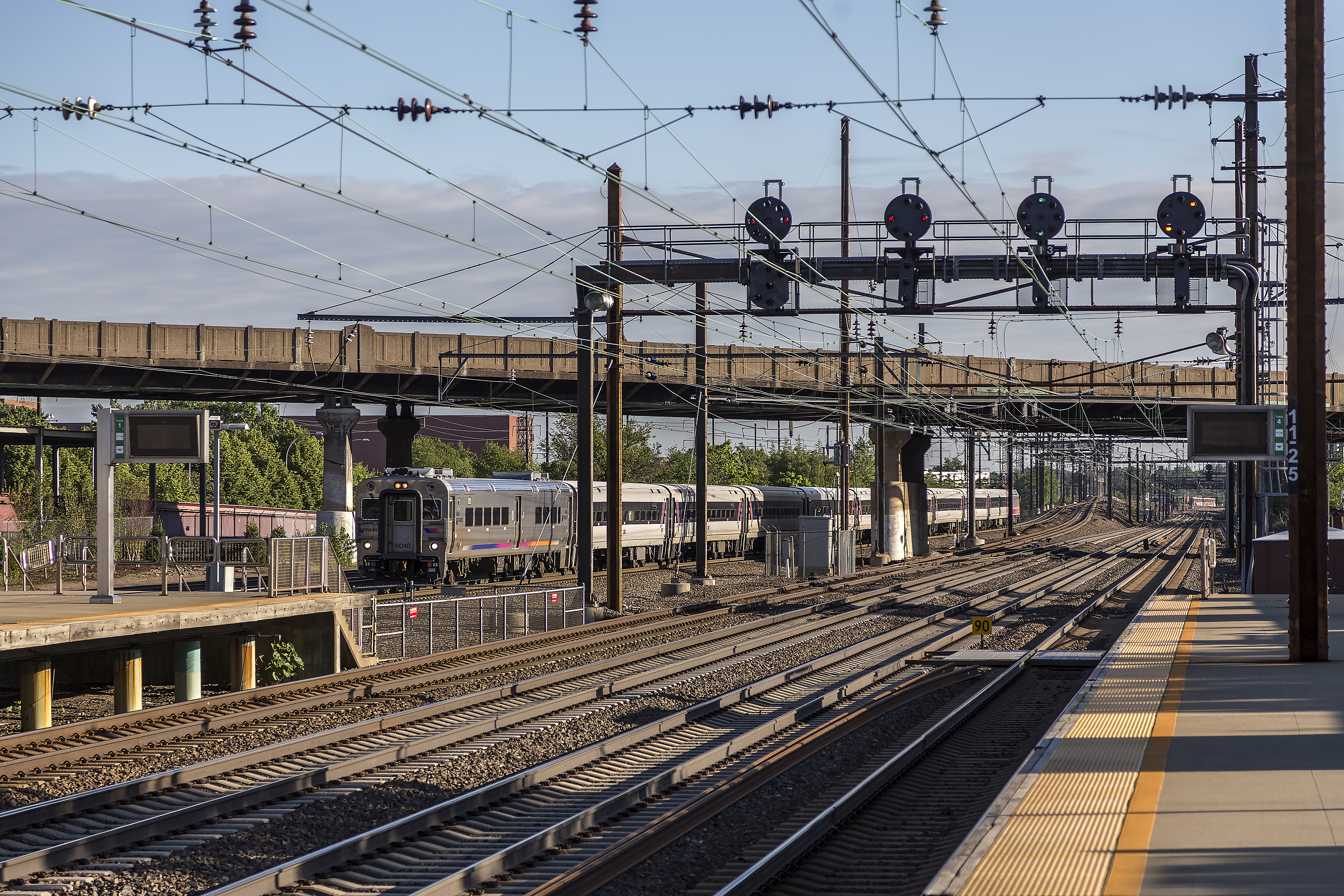
Blick nach Süden – auf Gleis 5 einfahrender Zug des NJ Transit (2017)

Der Bahnhof wurde am 21. Oktober 2001 eröffnet, die Baukosten beliefen sich auf 400 Millionen US-Dollar. Eigentümer ist die Port Authority of New York and New Jersey (PANYNJ), die auch den Flughafen betreibt.
Er ist von außen nicht für Fahrgäste zugänglich, sondern dient vor allem Umsteigern von und zum Flughafenzubringer AirTrain Newark. Diese Einschienenbahn verbindet seit 1996 die Terminals und Parkplätze des Flughafens untereinander. Im Zuge der Eröffnung des neuen Bahnhofs ging ihre Verlängerung dorthin in Betrieb.

## Anlage

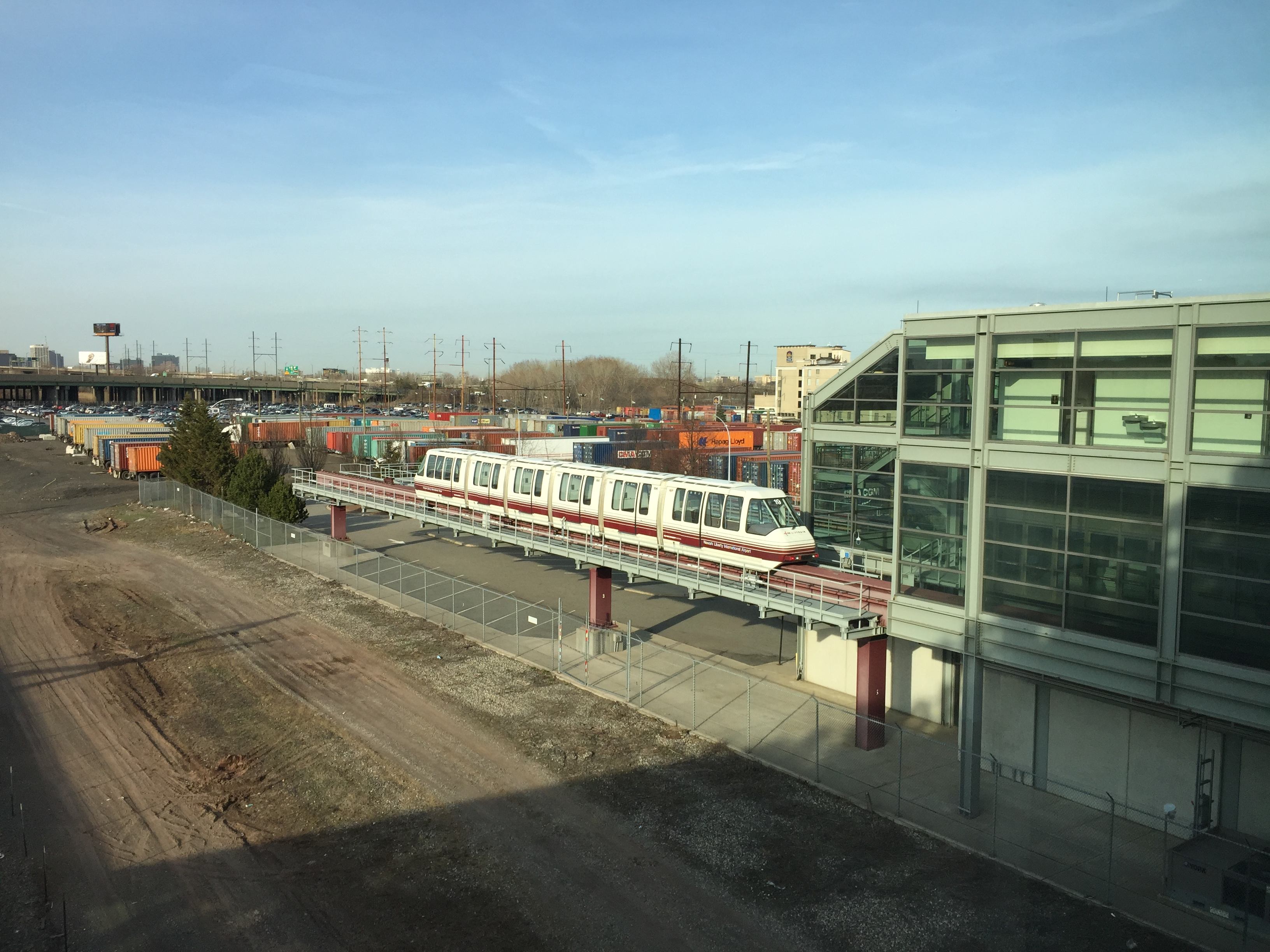
Zug der Einschienenbahn AirTrain auf einem Abstellgleis hinter der Station

Der Bahnhof besteht aus zwei Mittelbahnsteigen an vier mit Oberleitung versehenen Gleisen, die über ein darüber querliegendes Empfangsgebäude untereinander sowie mit der Station des AirTrain verbunden sind. Der östliche Bahnsteig mit den Gleisen A und 1 dient dem Personenverkehr in Richtung New York City und Hoboken, der westliche mit den Gleisen 4 und 5 dem in der Gegenrichtung. Für durchlaufende Züge existiert mittig ein zusätzliches Gleispaar 2 und 3, zwei weitere – nicht elektrifizierte – Gleise nur für den Güterverkehr liegen auf der Ostseite parallel zum Gleis A.
Östlich parallel zu den Eisenbahngleisen endet die aufgeständerte Trasse des AirTrain in einer im Niveau +1 angelegten zweigleisigen Endstation. Vor dieser Station existiert ein doppelter Gleiswechsel, sodass seine Züge den dortigen Mittelbahnsteig beidseitig anfahren können. Die beiden Gleise enden hinter der Station stumpf als Abstellgleise.

## Verkehr
Der Bahnhof wird überwiegend vom Regionalverkehr des New Jersey Transit (NJ Transit) bedient. Seltener halten dort auch Amtrak-Fernzüge der Richtungen Norfolk, Boston und New York Pennsylvania Station. Die meisten Fern- und Acela-Hochgeschwindigkeitszüge von Amtrak sowie die Expresszüge von NJ Transit passieren ihn ohne Halt auf den Gleisen 2 und 3.
Die Gleise A und 5 werden von Zügen des NJ Transit (der Northeast Corridor Line zwischen New York Pennsylvania Station und Trenton sowie der North Jersey Coast Line zwischen New York Pennsylvania Station und Bay Head) genutzt. An den Gleisen 2 und 4 halten die Züge von Amtrak (Northeast Regional und Keystone Service). 